# Палац Спареска (Ріддаргольмен)

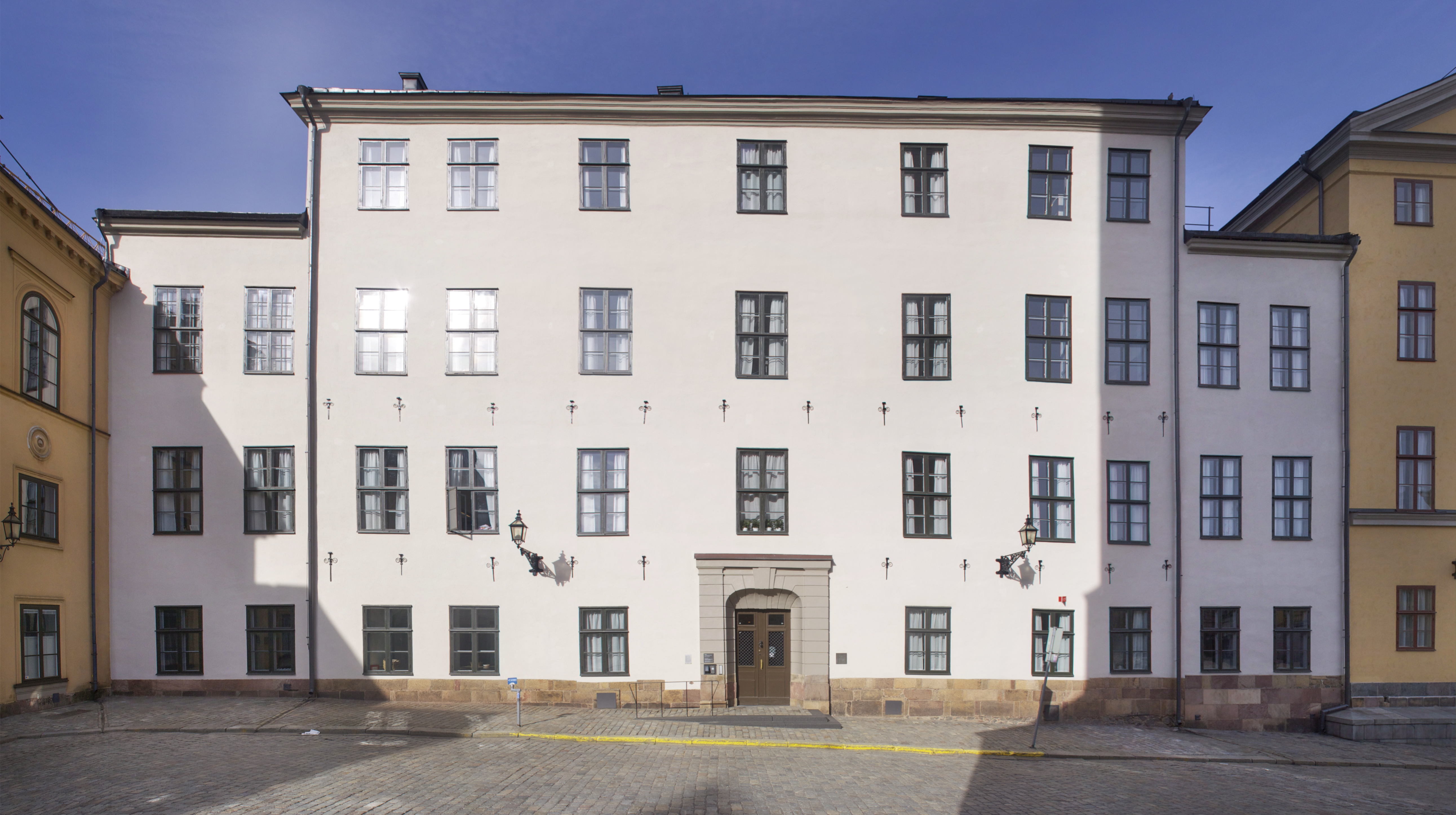
Палац Спареска, фасад (2012).

59°19′28″ пн. ш. 18°03′49″ сх. д. / 59.32448611° пн. ш. 18.06371111° сх. д.
Палац Спарреска — палац в Стокгольмі. Розташований на площі Birger jarls torg 11 на острові Riddarholmen. З 2011 року тут розміщується Вищий адміністративний суд.
Палац є одним із найстаріших у Стокгольмі, який був побудований поблизу Ріддаргольменської церкви, на набережній, за часів Шведської імперії, щоб «прикрасити батьківщину» і столицю. Як і палаци Макалос і Ферсенска, він був побудований як окрема будівля, зі строго симетричними фасадами, склепінчастим дахом і оглядовою терасою, одним з перших у Стокгольмі такого типу, натхненним італійськими віллами. Будинок є пам'ятником державного будівництва і знаходиться під управлінням Шведського агентства нерухомості .

## Історія
Будівля була побудована наприкінці 1630-х або на початку 1640-х років радником Педером Ерікссоном Спарре. У 1714 році будинок купив радник граф Самуель Барк. Після його смерті у 1745 році спадкоємці продали майно головному комісару Йогану Далю, який жив у будинку до своєї смерті в 1763 році. Йоган Даль побудував північне крило та стайню та каретний будинок. Після його смерті палац придбав професор Давид фон Шульценгайм, який був лікарем Йогана Даля. Він збудував південне крило і облаштував на першому поверсі пологове відділення на десять ліжок.
У 1776 році будинок був проданий державі, після чого ним користувалися такі установи: Адміралтейська колегія (1776—1791), Генеральна морська військова канцелярія (1791—1794), Канцелярія губернатора (1795—1803), Управління морськими справами (1803—1877), Міністерство морських справ (1909), Адміністрація королівського флоту (1878—1916), начальник військового персоналу ВМФ, штаб ВМС (1884—1899), Національне агентство рахунків (1922—1967), Апеляційний адміністративний суд (1967—2008), Вищий адміністративний суд (2008–). Після великої пожежі на Ріддаргольмі у 1802 році, було добудовано ще один поверх. З 2010 по 2011 роки палац зазнав масштабної внутрішньої реконструкції та повернув первісні кольори фасаду 17 століття.
Палац з'єднаний із будівлею Старого апеляційного суду. Обидві будівлі використовуються Вищим адміністративним судом і знаходяться під управлінням Шведського агентства власності.